# Terpsiphone bourbonnensis
El monarca colilargo de las Mascareñas (Terpsiphone bourbonnensis) es una especie de ave paseriforme de la familia Monarchidae endémica de las islas Mascareñas. Se encuentra únicamente en las islas de Mauricio y Reunión. Su hábitat natural son los bosques húmedos isleños.

## Taxonomía
El monarca colilargo de las Mascareñas fue descrito originalmente 1776 por Philipp Ludwig Statius Müller, y clasificado en el Muscicapa. La subespecie T. b. desolata inicialmente fue descrita como una especie separada en 1933 por Finn Salomonsen. Posteriormente se unificaron y se trasladó al género Terpsiphone.
Se reconocen dos subespecies:
- T. b. bourbonnensis - la subespecie nominal, propia de la isla Reunión;
- T. b. desolata - presente en Mauricio.

## Descripción
El monarca colilargo de las Mascareñas no tiene la cola tan larga como los demás miembros del género Terpsiphone, ya que mide entre los 15 y 20 cm de largo. El macho tiene la parte superior de la cabeza negra, desde las mejillas hacia arriba. Su garganta, cuello y pecho son de color gris claro que se aclara hasta se blanquecino en el vientre. El resto de sus partes superiores y la cola son de color castaño rojizo partes superiores, con las puntas de las alas negras. Su pico es de color azul intenso, y sus patas son grisáceas. La hembra es menor que el macho, tiene el pico más claro y su cabeza es gris oscura en lugar de negra. La subespecie T. b. desolata es más grande que la nominal y tiene un plumaje de coloración más intensa.